# Лонин, Рюрик Петрович
Рю́рик Петро́вич Ло́нин (вепс. Rürik Petrovič Lonin, род. 22 сентября 1930, деревня Каскесручей, Вепсская волость, Автономная Карельская ССР — 17 июля 2009, Шёлтозеро, Республика Карелия) — краевед, собиратель вепсского фольклора, писатель (писал на вепсском и русском языках), заслуженный работник культуры Республики Карелия, основатель Шёлтозерского вепсского этнографического музея.

## Биография
Родился в деревне Каскесручей (Карелия), в вепсской семье Петра Лонина (1888 года рождения) и Фёклы Лониной (Fjokla Lonina), урождённой Рябчиковой, родом из Вехручья.
Как вспоминал Лонин, отец назвал его Рюриком, поскольку был убеждён в вепсском происхождении Новгородского князя Рюрика.
В конце 1930-х гг. Рюрик Лонин пошёл в Каскесскую школу. Ему было 11 лет, когда в 1941 г. в его родные края пришла финская армия. Рюрик продолжил среднее образование в основанной оккупационными властями финской школе. По свидетельству Лонина, из жителей его деревни всего два человека эвакуировались вглубь СССР перед вступлением финских войск. То были председатель колхоза и учительница Мария Ивановна Пепшина (1915 г. р.). Только они двое из всех сельчан состояли в ВКП(б). В 1944 г. Пепшина вернулась в Каскесручей, и Лонин доучивался у неё. Более полувека спустя Рюрик Лонин описал те времена в книге «Детство, опалённое войной» (Петрозаводск: Версо, 2004).
В 1946 году окончил школу и поступил в Петрозаводское ремесленное училище № 2, где учился по специальности «слесарь-инструментальщик». После окончания училища в 1948 году был направлен на работу на Онежский машиностроительный завод в Петрозаводск. В эти годы Рюрик начал писать стихи на вепсском. В 1952—1955 годах служил в армии, затем работал на Петрозаводском авторемонтном заводе. В 1956 году познакомился с заведующим сектором языкознания Института языка, литературы и истории КарНЦ РАН учёным-филологом Н. И. Богдановым, исследователем вепсского и карельского языков.
В 1957 году возвратился в Шёлтозеро, работал слесарем в совхозе «Шёлтозерский».
С 1956 по 1993 год занимался, по совету Н. И. Богданова, сбором вепсского фольклора в Карелии, Ленинградской и Вологодской областях (в свободное от основной работы время). Собранные материалы по этнографии вепсов Р. П. Лонин публиковал в республиканских сборниках по фольклору и истории. В 1967 году организовал Вепсский этнографический музей, единственный музей в России, посвящённый вепсской культуре.
В 1977—1979 годах — руководитель мемориального Музея шёлтозерского партизанского подполья. В 1980—2001 годах работал научным сотрудником созданного по его инициативе этнографического музея.
С 1957 по 2001 год участвовал в вепсском народном хоре. Как активный член общества вепсской культуры, с конца 1980-х годов принимал участие в работе по возрождению вепсского языка и письменности, вепсской культуры. В течение двух лет (с 1987 по 1989 год) преподавал вепсский язык в Шёлтозерской средней школе.
В 1999 году режиссёром А. И. Суриковой был снят документальный фильм «Рюрик и его Шёлтозеро» (первый в цикле «Провинциальные музеи России») о краеведческой деятельности Рюрика Лонина.

## Личная жизнь
Супруга Рюрика, Анна Петровна Лонина (Урождённая Кяргинская) родилась в 1937 году в деревне Залесье. Тоже являлась поэтом и была известна такими произведениями, как Mecantaghižed («Жители Залесья») и «Mecantaguine külä». Где родилась, о том месте и свои писала произведения.

## Награды
Награждён медалями «За доблестный труд» (1970), «Лауреат Всесоюзного смотра самодеятельного художественного творчества» (1985), «Лауреат II Всесоюзного фестиваля народного творчества» (1987), «Ветеран труда» (1987), медалью и дипломом им. Т. Г. Рябинина «За просветительскую деятельность в области культуры Русского Севера» (1995), премией «За подвижничество» Института «Открытое общество» (фонд Сороса). В 1992 году Р. П. Лонину было присвоено звание заслуженного работника культуры Республики Карелия.

## Память
Имя Рюрика Петровича Лонина присвоено Шёлтозерскому вепсскому этнографическому музею, который он и организовал из дома своего отца в деревне Шелтозеро.

## Сочинения
- Лонин Р. П. Образцы вепсской речи. — Петрозаводск, 1969.
- Лонин Р. П. О создании музея вепсской культуры в селе Шёлтозеро // Проблемы истории и культуры вепсской народности. — Петрозаводск, 1989.
- Лонин Р. П. Записки краеведа. — Петрозаводск, Музейное агентство. 2000.
- Лонин Р. П. Детство, опалённое войной. — Петрозаводск, Версо. 2004.